# Койкой
Койкой (Khoikhoi, също Koikoin, Khoekhoen, „истински хора“) или само кой са били подразделение на етническата група койсан от югоизточна Африка, много близки до бушмените (или сан, както ги наричали койкой). Традиционно говорят койкойски език.
По времето, когато първите бели заселници дошли през 1652 г., койкой вече живеели в Южна Африка от 30 000 години и се занимавали с екстензивно пасищно земеделие в района на нос Добра надежда.
В миналото, а дори и сега в разговорния език те са били наричани от белите колонизатори „хотентоти“ – име, което в наши дни се описва като „обидно“ от Оксфордския речник на южноафриканския английски език. Думата „хотентот“ (hottentot) означавала „пелтек“ в северния диалект на холандския, говорен от колонизаторите, въпреки че холандците използват повече думата „стотерар“ (stotteraar), за да опишат цъкащите звуци, типични за койсанските езици. Думата обаче продължава да се използва в имената на няколко африкански животински и растителни вида.
Обществената организация на койкой е дълбоко увредена и накрая унищожена от бялото колониално разширение и завладяване на земята, започнали в късния 17 век, които сложили край на пасторалния живот на койкой. С разрушаването на социалните структури някои койкой започнали уседнал живот във фермите като крепостници или ратаи. Други били включени в състава на съществуващи родови и семейни групи на хоса.
Въпреки че вече не съществува етническа група в Южна Африка с изключително койкойска идентичност, всички групи със смесена раса имат койкой наследство или произход – като цветните хора от района на нос Добра надежда, грикуа от западната част на района, орламските хора от Намибия, много хора от източната част на района на нос Добра надежда и някои хора, които се идентифицират като бели южноафриканци.

## Публикации
- P. Kolben, Present State of the Cape of Good Hope (London, 1731 – 38) ((en));
- A. Sparman, Voyage to the Cape of Good Hope (Perth, 1786) ((en));
- Sir John Barrow, Travels into the Interior of South Africa (London, 1801) ((en));
- Wilhelm Bleek, Reynard the Fox in South Africa; or Hottentot Fables and Tales (London, 1864) ((en));
- Emil Holub, Seven Years in South Africa (English translation, Boston, 1881) (превод на английски език);
- G. W. Stow, Native Races of South Africa (New York, 1905) ((en));
- A. R. Colquhoun, Africander Land (New York, 1906) ((en));
- Schultz, Aus Namaland und Kalahari (Jena, 1907) ((de));
- Carl Meinhof, Die Sprachen der Hamiten (Hamburg, 1912) ((de)).